# Peucedanum officinale
Espèce
Classification APG III (2009)
Peucedanum officinale, le Peucédan officinal, est une espèce de plantes à fleurs de la famille des Apiaceae et du genre Peucedanum. C'est une plante herbacée vivace qui croît en Europe occidentale.
L'espèce est appelée « Peucédan », nom vernaculaire qui peut néanmoins être appliqué à d'autres espèces du genre. Le nom « Peucédan officinal » ne devrait être donné qu'à la sous-espèce type Peucedanum officinale subsp. officinale. Elle est aussi appelée « Fenouil de porc », mais n'est pas comestible. 
C'est une espèce protégée, notamment en France (Bretagne, Rhône-Alpes, Pays de la Loire, Alsace). Dans ces régions, c'est implicitement la sous-espèce type qui est protégée. Le statut de protection de la sous-espèce corse Peucedanum officinale subsp. paniculatum n'est pas clair. Cette sous-espèce étant endémique de Corse, elle reste fragile.

## Utilisation
Scribonius Largus rapporte que le fait de porter du peucédan à sa ceinture permet d'éloigner les serpents (Compositiones, CLXIII).

## Liste de sous-espèces
- Peucedanum officinale subsp. officinale
- Peucedanum officinale subsp. paniculatum (Loisel) Frey  - Le Peucédan de Corse
- Peucedanum officinale subsp. stenocarpum (Boiss. & Reut.) Font Quer